# Membrío
Membrío is een dorp en gemeente in de Spaanse  provincie Cáceres in de regio Extremadura. Membrío heeft 678 inwoners (1 januari 2016).

## Geografie
Membrío heeft een oppervlakte van 208 km² en grenst aan de gemeenten Alcántara, Salorino en Valencia de Alcántara. De gemeente ligt zo'n 66 kilometer van Cáceres en grenst aan Portugal.

## Burgemeester
De burgemeester van Membrío is Agustín Gilete Tapa.

## Demografische ontwikkeling
Bron: INE, 1857-2011: volkstellingen

## Galerij

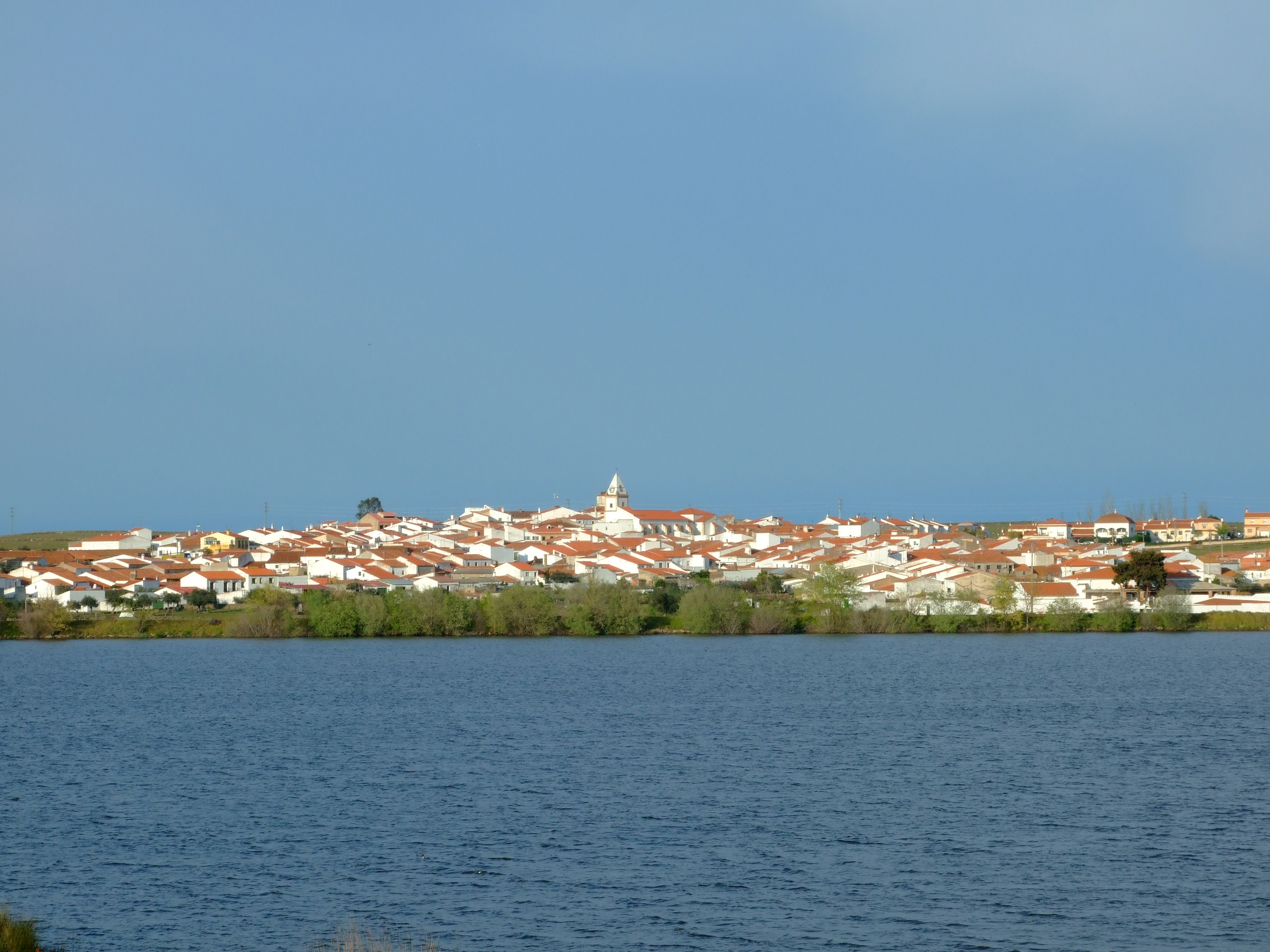
Uitzicht op Membrío
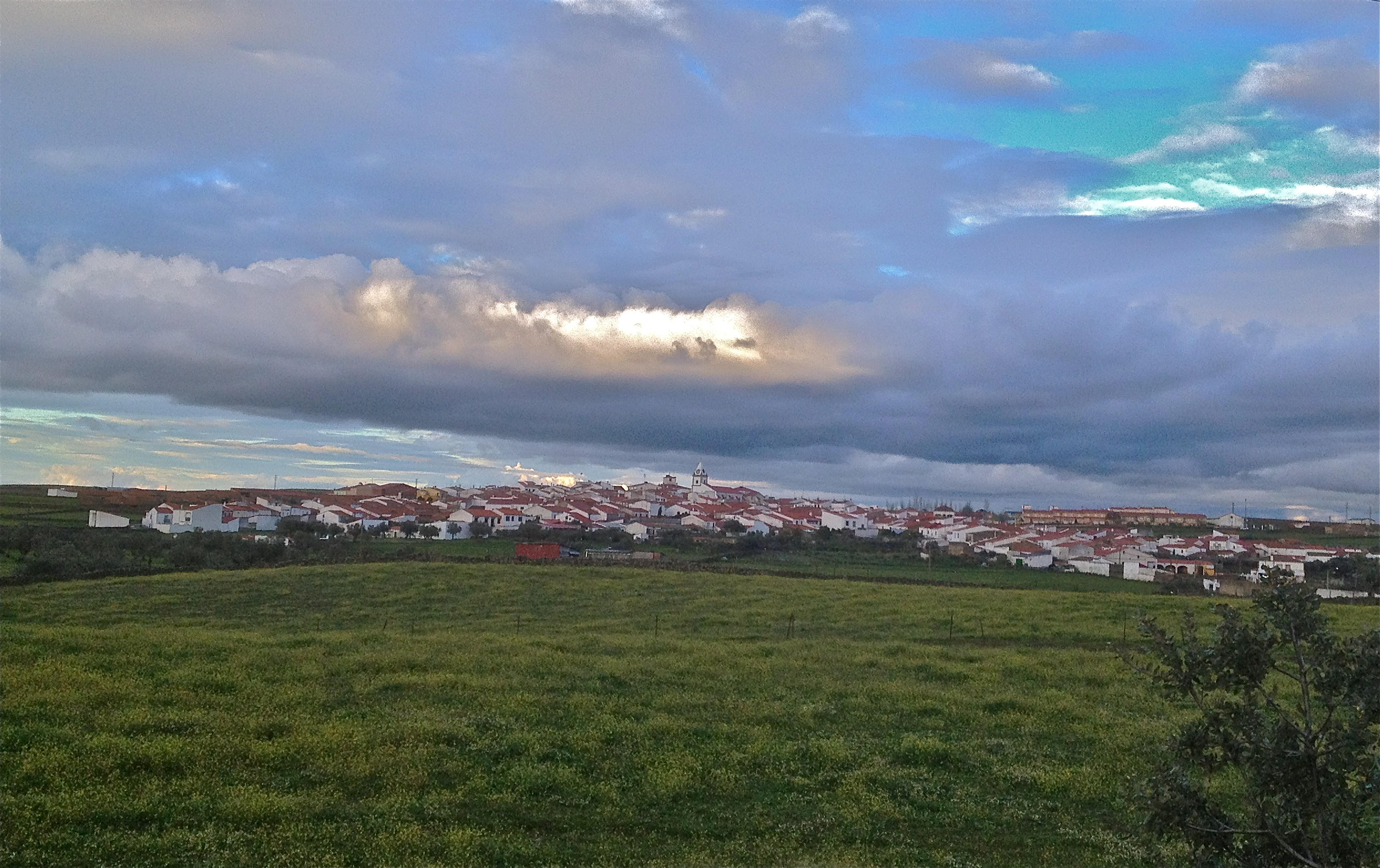